# Салентини
Салентини (лат. Salentini, Sallentini; грец. Σαλεντῖνοι) — стародавній італьський народ, що мешкав на півдні Апенінського півострова поруч з япігами та мессапами в Апулії та Калабрії. Пліній також називає їх Долатами (Dolates cognomine Sallentini). Ім'я народу збереглось у назві місцевості Салентина (Саленто).
За Страбоном їх вважали потомками критських колоністів. Також він пише що всю Мессапію (Япігію) місцеві мешканці ділять на землі калабрів і землі салентинів в околицях Япігійського мису (теперішня місцевість Салентина — провінція Лечче, майже вся провінція Бриндізі і частина провінції Таранто).
Лівій, розповідаючи про італійські походи грецького воєначальника Клеоніма Спартанського, згадує салентинське місто Турії (Thuriae, в деяких джерелах перекладається також як «Фурії»; точно не локалізоване), спочатку завойоване Клеонімом, але потім відбите і відбудоване римським консулом Марком Емілієм Павлом.
У Пірровій Війні салентини разом з іншими народами Великої Греції виступають проти Риму — у Тріумфальних Фастах ім'я салентинів згадується серед назв народів, за перемогу над якими Луцій Емілій Барбула був удостоєний тріумфу.
267 р. до н. е. римський консул Марк Атілій Регул розбиває умбрійців і салентинів та захоплює Брундізій, за що теж отримує тріумф.
Останній тріумф над салентинами відсвяткували римські консули Децим Юній Пера і Нумерій Фабій Піктор, розбивши їх разом з союзними їм мессапами 266 р. до н. е. З підкоренням салентинів Рим завершує встановлення своєї влади над всією Італією.